# Claudio Úbeda
Claudio Fernando Úbeda (Rosario, 17 settembre 1969) è un allenatore di calcio ed ex calciatore argentino, di ruolo difensore.

## Caratteristiche tecniche
Giocava come difensore centrale.

## Carriera

### Giocatore
Nel 1989 con la nazionale Under-20 argentina ha partecipato ai campionati mondiali di categoria.

### Allenatore
Nel 2017 ha guidato la nazionale Under-20 argentina nel Campionato sudamericano e nel Campionato mondiale di categoria.

## Palmarès

### Giocatore

#### Competizioni nazionali
- Primera B Nacional: 1

Central Córdoba: 1990
- Campionato argentino: 1

Racing Club: 2001-2002 (Apertura)
- Coppa dell'Imperatore: 1

Tokyo Verdy: 2004